# Marjinka

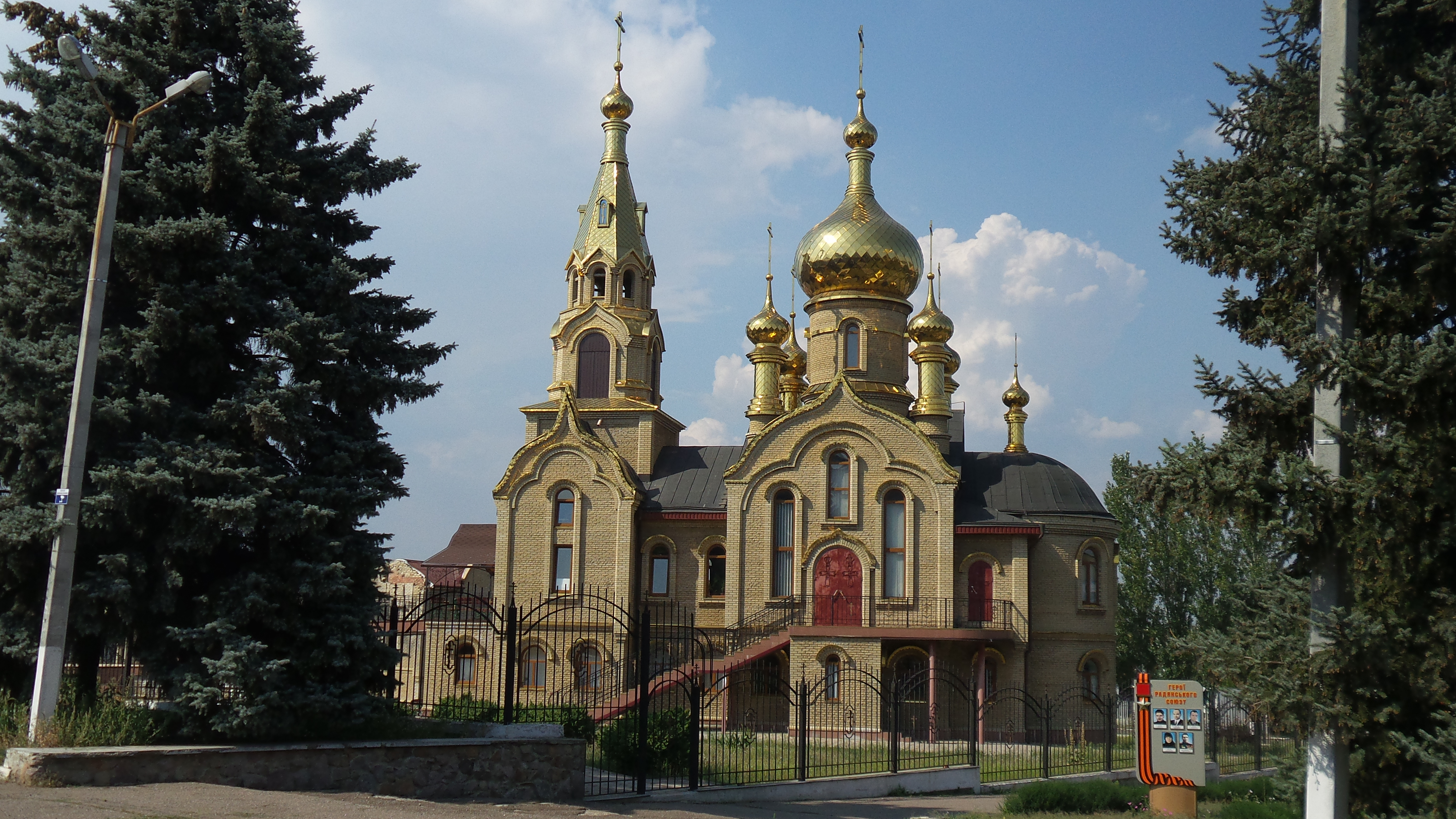
Cerkiew w Marjince

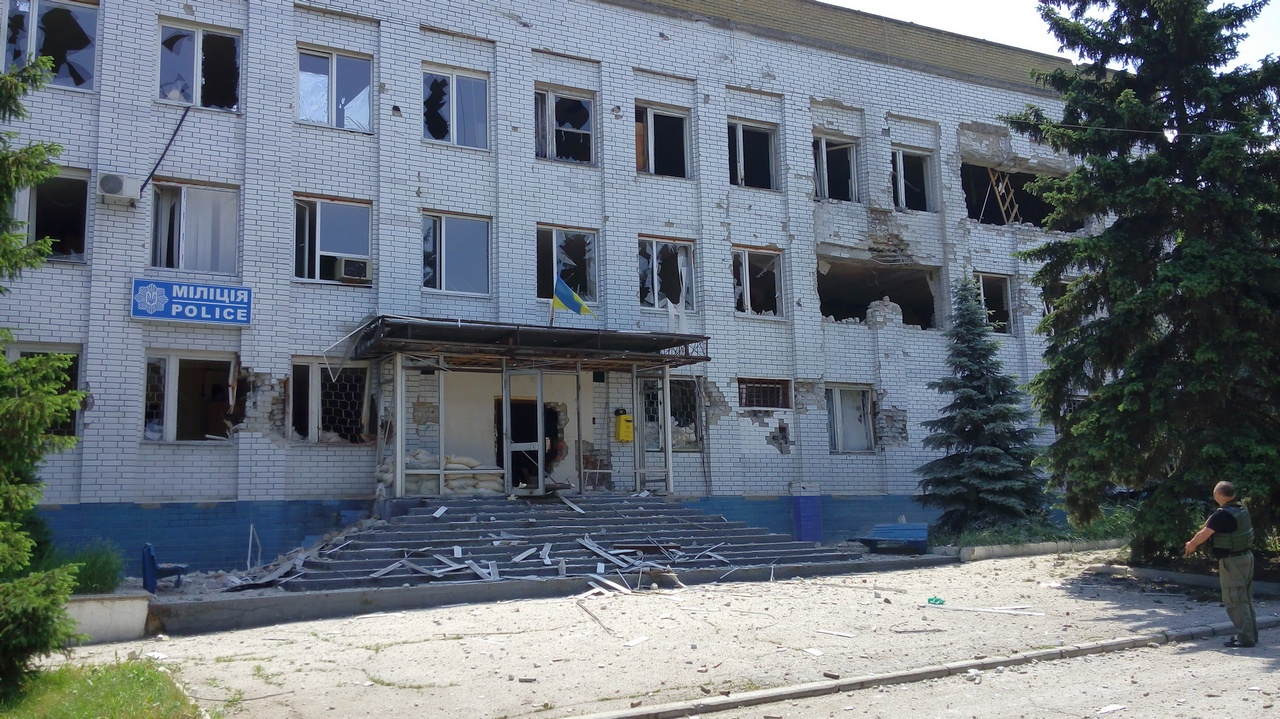
Budynek policji. Marjinka, 4 czerwca 2015

Marjinka (ukr. Мар'їнка) – miasto na Ukrainie, od 2023 roku całkowicie wyludnione miasto w obwodzie donieckim, w rejonie pokrowskim, nad rzeką Osykową (dopływem Wołczej), siedziba hromady. Ośrodek przemysłu spożywczego.
Zachodnie obrzeża Doniecka (rejon petrowski) przylegają bezpośrednio do obszaru miasta.

## Wojna rosyjsko-ukraińska
W 2014 roku Marjinka była kilkakrotnie zajmowana przez prorosyjskich separatystów.
3 czerwca 2015 r. terroryści ponownie przystąpili do ofensywy, aktywnie wykorzystując ostrzał rakietowy i artylerię. Operacją antyterrorystyczną w rejonie kierował dowódca Sił Powietrznodesantowych Ukrainy gen. por. Mychajło Zabrodski.
W 2023 r., w wyniku ciężkich walk o miasto Marjinka, została doszczętnie zniszczona i de facto przestała istnieć – nie ocalał w niej żaden budynek i według ukraińskiej policji nie zamieszkuje jej już ludność cywilna.

## Demografia
- 2011 – 9978
- 2021 – 9256[4]
- 2023 – 0[3]